# Oxyopidae
Oxyopidae là một họ nhện bao gồm 9 chi và 419 loài.

## Phân loại
Các chi gồm:
- Hamadruas
- Hamataliwa
- Hostus
- Oxyopes
- Peucetia
- Pseudohostus
- Schaenicoscelis
- Tapinillus
- Tapponia